# Liste der Bodendenkmäler in Ried (bei Mering)
Auf dieser Seite sind die Bodendenkmäler in der schwäbischen Gemeinde Ried zusammengestellt. Diese Tabelle ist eine Teilliste der Liste der Bodendenkmäler in Bayern. Grundlage ist die Bayerische Denkmalliste, die auf Basis des Bayerischen Denkmalschutzgesetzes vom 1. Oktober 1973 erstmals erstellt wurde und seither durch das Bayerische Landesamt für Denkmalpflege geführt wird. Die folgenden Angaben ersetzen nicht die rechtsverbindliche Auskunft der Denkmalschutzbehörde.

## Bodendenkmäler der Gemeinde Ried

### Bodendenkmäler in der Gemarkung Baindlkirch
| Lage                                         | Objekt | Akten-Nr.     | Bild           |
| -------------------------------------------- | --- | ------------- | -------------- |
| Baindlkirch (Standort)                       | Erdstall des Mittelalters. Siehe auch: Erdstall | D-7-7732-0069 |                |
| Baindlkirch Sankt-Martin-Straße 5 (Standort) | Mittelalterliche und frühneuzeitliche Befunde im Bereich der Katholischen Pfarrkirche St. Martin in Baindlkirch. Siehe auch: St. Martin (Baindlkirch), Baindlkirch | D-7-7732-0071 | weitere Bilder |

### Bodendenkmäler in der Gemarkung Eismannsberg
| Lage                                     | Objekt | Akten-Nr.     | Bild                                          |
| ---------------------------------------- | --- | ------------- | --------------------------------------------- |
| Eismannsberg (Standort)                  | Mittelalterlicher Burgstall. Siehe auch: Burgstall | D-7-7632-0040 |                                               |
| Eismannsberg (Standort)                  | Mittelalterlicher Burgstall. | D-7-7632-0041 |                                               |
| Eismannsberg (Standort)                  | Siedlung der Bronzezeit. Siehe auch: Bronzezeit | D-7-7632-0081 |                                               |
| Eismannsberg Castulusstraße 2 (Standort) | Mittelalterliche und frühneuzeitliche Befunde im Bereich der Katholischen Filialkirche St. Castulus in Eismannsberg. Siehe auch: Eismannsberg (Ried)                              | D-7-7632-0189 | Mittelalterliche und frühneuzeitliche Befunde |
| Eismannsberg (Standort)                  | Mittelalterliche und frühneuzeitliche Befunde im Bereich der Katholischen Filial- und Wallfahrtskirche Maria Hilf in Holzburg. Siehe auch: Maria Hilf (Holzburg), Holzburg (Ried) | D-7-7632-0191 | weitere Bilder                                |
| Eismannsberg (Standort)                  | Siedlung vor- und frühgeschichtlicher Zeitstellung. | D-7-7732-0026 |                                               |

### Bodendenkmäler in der Gemarkung Eurasburger Forst
| Lage                         | Objekt                                                           | Akten-Nr.     | Bild |
| ---------------------------- | ---------------------------------------------------------------- | ------------- | ---- |
| Eurasburger Forst (Standort) | Grabhügel vorgeschichtlicher Zeitstellung. Siehe auch: Hügelgrab | D-7-7632-0129 |      |

### Bodendenkmäler in der Gemarkung Höglwald
| Lage                | Objekt                                     | Akten-Nr.     | Bild |
| ------------------- | ------------------------------------------ | ------------- | ---- |
| Höglwald (Standort) | Grabhügel vorgeschichtlicher Zeitstellung. | D-7-7732-0009 |      |
| Höglwald (Standort) | Grabhügel vorgeschichtlicher Zeitstellung. | D-7-7732-0010 |      |

### Bodendenkmäler in der Gemarkung Hörmannsberg
| Lage                                      | Objekt | Akten-Nr.     | Bild                                          |
| ----------------------------------------- | --- | ------------- | --------------------------------------------- |
| Hörmannsberg (Standort)                   | Siedlung und Straßentrasse vor- und frühgeschichtlicher Zeitstellung.                                                                                      | D-7-7732-0040 |                                               |
| Hörmannsberg (Standort)                   | Viereckiges Grabenwerk vor- und frühgeschichtlicher Zeitstellung. Siehe auch: Grabenwerk                                                                   | D-7-7732-0058 |                                               |
| Hörmannsberg Meringer Straße 2 (Standort) | Mittelalterliche und frühneuzeitliche Befunde im Bereich der Katholischen Filialkirche St. Peter und Paul in Hörmannsberg. Siehe auch: Hörmannsberg (Ried) | D-7-7732-0073 | Mittelalterliche und frühneuzeitliche Befunde |

### Bodendenkmäler in der Gemarkung Ried
| Lage            | Objekt | Akten-Nr.     | Bild                     |
| --------------- | --- | ------------- | ------------------------ |
| Ried (Standort) | Siedlung vor- und frühgeschichtlicher Zeitstellung.                                                          | D-7-7732-0044 |                          |
| Ried (Standort) | Frühneuzeitliche Befunde im Bereich der Katholischen Kirche Maria Zell. Siehe auch: Mariä Heimsuchung (Ried) | D-7-7732-0077 | Frühneuzeitliche Befunde |
| Ried (Standort) | Kirchenstandort des Mittelalters und der frühen Neuzeit.                                                     | D-7-7732-0086 |                          |

### Bodendenkmäler in der Gemarkung Sirchenried
| Lage                                     | Objekt | Akten-Nr.     | Bild                                          |
| ---------------------------------------- | --- | ------------- | --------------------------------------------- |
| Sirchenried (Standort)                   | Grabhügel vorgeschichtlicher Zeitstellung. | D-7-7732-0039 |                                               |
| Sirchenried Kirchbergstraße 3 (Standort) | Mittelalterliche und frühneuzeitliche Befunde im Bereich der Kirche St. Nikolaus in Sirchenried, Erdstall des Mittelalters. Siehe auch: Sirchenried | D-7-7732-0075 | Mittelalterliche und frühneuzeitliche Befunde |